# NLB banka Beograd
NLB banka Beograd (code BELEX : NLCB) est une banque serbe qui a son siège social à Belgrade, la capitale de la Serbie.
Elle fait partie du groupe slovène NLB. NLB est un sigle pour Nova Ljubljanska banka.

## Histoire
NLB banka Beograd a été admise au marché non régulé de la Bourse de Belgrade le 10 août 2010 ; elle a été exclue le 28 juin 2012.

## Activités
NLB banka Beograd est une banque commerciale qui propose des services bancaires aussi bien aux entreprises qu'aux particuliers. Elle propose des comptes courants, des chéquiers et des cartes de crédit, des prêts, des produits d'épargne, un service de banque en ligne ; elle pratique le change et offre également des services de paiements internationaux,.
Elle exerce ses activités en Serbie à travers un réseau de 55 agences.

## Données boursières
Le 27 juin 2012, date de sa dernière cotation, l'action de NLB banka Beograd valait 12 587 RSD (112,37 EUR). Elle a connu son cours le plus élevé, soit 16 415 RSD (146,52 EUR), le 26 septembre 2007 et son cours le plus bas, soit 11 402 RSD (101,77 EUR), le 24 août 2007.
Le capital de NLB banka Beograd est détenu à hauteur de 99,98 % par la Nova Ljubljanska banka.